# Colonisation de la Grande-Bretagne par les Anglo-Saxons

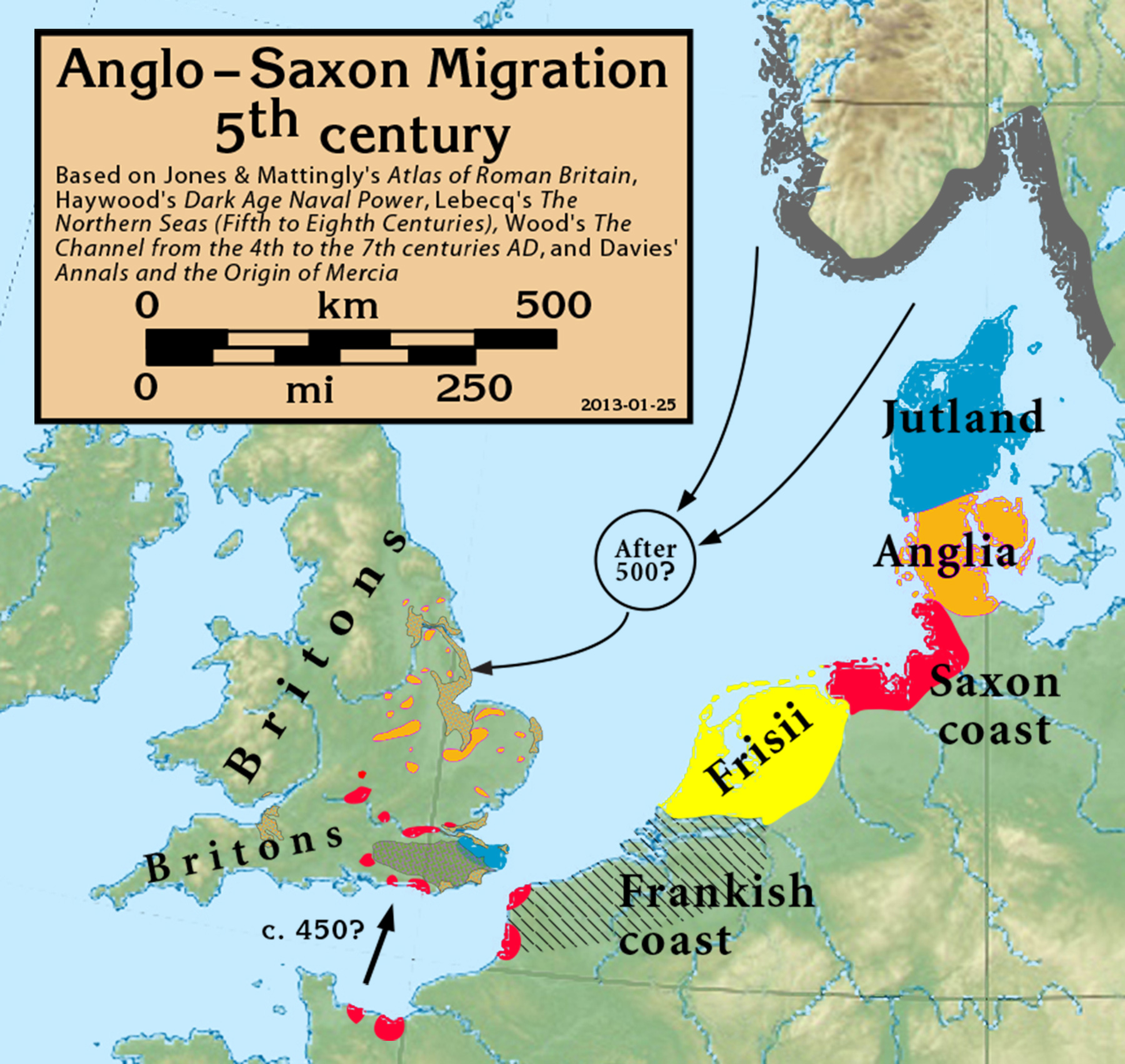
Les courants migratoires vers la Grande-Bretagne au Ve siècle.

La colonisation de la Grande-Bretagne par les Anglo-Saxons est un phénomène historique qui voit la culture britto-romaine être supplantée par la culture germanique dans le sud et l'est de l'île de Grande-Bretagne au début du haut Moyen Âge. Il correspond à l'arrivée sur l'île de plusieurs peuples germaniques originaires du littoral de la mer du Nord et se déroule du milieu du Ve siècle jusqu'au début du VIIe siècle. Ces peuples développent progressivement une identité culturelle commune définie par le terme « Anglo-Saxons ».
Les sources écrites de la période décrivent des affrontements violents entre les Bretons insulaires et les Anglo-Saxons. Les historiens modernes ont longtemps considéré ces récits, de même que l'absence presque complète d'influence celtique sur la langue vieil-anglaise, comme reflétant une migration massive de Germains en Grande-Bretagne, qui auraient exterminé ou chassé la quasi-totalité des habitants bretons. À partir de la fin du XXe siècle, un autre modèle théorique est proposé, celui d'une acculturation des Bretons par une élite guerrière anglo-saxonne numériquement réduite. La question reste débattue, notamment grâce aux apports de la génétique des populations.

## Contexte
Les terres natales des peuples germaniques du littoral de la mer du Nord bénéficient d'un climat doux et de mers relativement calmes jusque vers 250. Après cette date, les courants marins sont devenus plus violents, le climat s'est fait plus froid et humide, ce qui a fini par rendre ces terres moins hospitalières. Les Anglo-Saxons commencèrent alors à les quitter avant que les conditions deviennent impossibles, ce qui advint durant les siècles suivants. Au IVe siècle, de nombreux Saxons avaient émigré vers l'actuel littoral français, où ils étaient en conflit permanent avec les premiers Francs.
À cette même époque, la Bretagne romaine se trouvait dans une situation de confusion et de faiblesse militaire. Les Anglo-Saxons avaient quant à eux une grande connaissance maritime et une armée expérimentée, ce qui, combiné à la désorganisation des Britto-romains, facilita grandement leur installation sur l'île. Celle-ci se fit en premier lieu depuis la côte est aux abords des rivières, navigables par leurs navires à faible tirant d'eau, et en remontant la Tamise. La coalition barbare de 368 réunissant les Pictes, les Scots et les Saxons est repoussée, et les Romains établissent un commandement militaire de la côte saxonne sur les deux rives de la Manche. Les invasions barbares du Ve siècle sur le continent entraînent le départ des garnisons romaines de l'île.

## Les sources écrites

### Premières allusions
La Chronica Gallica de 452 rapporte, dans son entrée pour l'année 441, que « les provinces bretonnes, ayant subi plusieurs défaites et malheurs, tombent sous le joug saxon ». Ce texte provient de Gaule narbonnaise, loin de la Grande-Bretagne, et les dates qu'il propose sont douteuses. Il constitue néanmoins une source contemporaine des faits qu'il décrit.
Le chroniqueur byzantin Procope de Césarée affirme, dans son histoire des Guerres de Justinien, que l'île de Brittia (en) (qu'il distingue de la Bretannia) est occupée par trois nations, chacune gouvernée par son propre roi : les Angili, les Frissones et les Brittones. Ces trois peuples sont si féconds qu'ils envoient chaque année des colons chez les Francs, qui les installent dans les régions inoccupées de leur royaume. Procope lui-même exprime cependant des doutes vis-à-vis de ce qu'il rapporte et ce passage de son œuvre ne reflète probablement que de manière très déformée la situation des îles Britanniques au VIe siècle. Il affirme ailleurs qu'après la déposition de Constantin III, en 411, « les Romains ne rétablirent plus leur puissance dans l'Angleterre, et qu'elle demeura sous la domination de divers tyrans ».

### Gildas
Le De excidio et conquestu Britanniae est un sermon sur l'état de la Grande-Bretagne rédigé vers le début du VIe siècle par le moine Gildas. Il retrace dans sa première partie l'arrivée des Anglo-Saxons en Grande-Bretagne.
Après un appel infructueux à Aetius, les Bretons souffrent de la famine et sont attaqués par les Pictes et les Scots. Certains parviennent à se défendre avec succès, donnant lieu à une période de paix. La paix engendre la luxuria et l'indolence. À la suite de nouvelles attaques pictes et scots, un conseil est réuni qui décide de conclure un traité avec les Saxons. Ces derniers doivent défendre les Bretons en échange de ravitaillement et de terres dans l'est de l'île. Gildas décrit spécifiquement les Saxons comme des fœderati, terme utilisé à l'époque de l'Empire romain tardif pour décrire d'autres cas où des peuples sont invités par les autorités impériales à s'installer sur le territoire romain pour le défendre contre d'autres peuples. De tels traités sont attestés au IVe siècle avec les Francs en Toxandrie ou les Wisigoths en Aquitaine. Les Saxons finissent par rompre le traité et entrent en guerre contre les Bretons. Le conflit dure deux ou trois décennies et s'achève peu après un siège au Mons Badonicus, que Gildas situe une quarantaine d'années avant sa naissance. La paix dure ensuite entre Bretons et Saxons jusqu'à l'époque où Gildas écrit.
Gildas ne cherche pas à faire œuvre d'historien, mais de pamphlétaire. Son but est de dénoncer les péchés de la noblesse et du clergé bretons de son temps, qu'il considère comme la cause de la « ruine de la Bretagne ». Il emploie un vocabulaire apocalyptique pour décrire les Saxons, véritables fléaux divins, et présente à l'inverse les Bretons comme faibles et portés à se quereller entre eux. Néanmoins, il ne mentionne pas de massacres ou d'exodes de grande ampleur, ni une réduction en esclavage massive des Bretons par les Saxons.

### Bède
Le chroniqueur northumbrien Bède le Vénérable se sert de Gildas comme source pour son Histoire ecclésiastique du peuple anglais, achevée en 731. Il présente les Germains arrivant en Grande-Bretagne comme issus de trois peuples, les Angles, les Saxons et les Jutes. Les Saxons proviennent d'après lui de la « Vieille-Saxe », et il indique que la région d'origine des Angles, Anglia, se situe entre celles des Saxons et des Jutes. Bède semble identifier trois phases de colonisation : une phase d'exploration, durant laquelle les mercenaires anglo-saxons arrivent en Grande-Bretagne pour protéger les populations locales ; une phase de migration, apparemment de grande ampleur (d'après Bède, Anglia est complètement désertée par ses anciens habitants) ; une phase d'implantation, pendant laquelle les Anglo-Saxons commencent à prendre le contrôle de régions spécifiques.
Le texte de Bède est en partie responsable de l'image des Bretons comme les victimes de l'oppression anglo-saxonne, à l'origine de théories impliquant génocides, migrations forcées et réduction en esclavage. Bède reprend ici le point de vue de Gildas, qui considère les Saxons comme une punition divine pour les péchés des Bretons, mais il le détourne en faisant des Anglo-Saxons non pas un fléau, mais l'outil de la rédemption de la Grande-Bretagne, les Bretons ayant perdu la faveur divine à leur profit. Son propos n'implique pas pour autant que tous les individus qu'il rassemble sous le terme Angli sont des Germains ethniques.

### LeTribal Hidage
Le Tribal Hidage est une liste de 35 peuples anglo-saxons compilée entre le VIIe et le IXe siècle. Elle donne, pour chaque peuple, une superficie en hides, cette unité correspondant à un terrain de taille suffisante pour faire vivre une famille. Tous les peuples de la liste ne sont pas identifiés de manière définitive, mais ceux qui le sont se situent presque tous au sud de l'estuaire du Humber. Les plus petits ne comptent que 300 hides à leur nom.
S'il est difficile à interpréter, le Tribal Hidage offre néanmoins un aperçu de la relation entre peuple et terre, ainsi que de la manière dont les Anglo-Saxons s'organisent en regroupement et en tribus. Il suggère un processus d'installation en Grande-Bretagne plus complexe que les grands mouvements de peuples menés par un chef unique décrits par les sources littéraires.

### LaChronique anglo-saxonne
La Chronique anglo-saxonne est une série d'annales compilées en Angleterre de la fin du IXe siècle au milieu du XIIe siècle, qui retrace l'histoire de l'Angleterre à partir de 60 av. J.-C. Elle décrit la période d'arrivée des Anglo-Saxons en Grande-Bretagne et offre des dates pour le débarquement sur l'île des grands chefs germaniques  (Hengist et Horsa, Cerdic et Cynric, Stuf et Withgar, Ælle et ses fils) et des batailles qui les opposent aux Bretons. Néanmoins, ces annales ont été rédigées plusieurs siècles après les faits et les historiens modernes ne considèrent pas qu'elles forment un récit crédible de la colonisation de la Grande-Bretagne. Les besoins et conventions de l'historiographie médiévale ne sont pas ceux des historiens modernes, y compris la distinction entre réalité et fiction.

## La linguistique
La Grande-Bretagne du haut Moyen Âge ne connaît pas la même évolution linguistique que les autres régions de l'ancien Empire romain d'Occident. En Gaule, en Ibérie et en Afrique du Nord, les locuteurs de langues germaniques qui fondent des royaumes abandonnent progressivement leurs langues au profit des langues latines locales. En revanche, la situation que l'on peut observer dans le sud et l'est de l'Angleterre au VIIIe siècle montre que les langues brittoniques et le latin britannique ont été supplantées par le vieil anglais, langue germanique occidentale qui poursuit son expansion vers le nord et l'ouest au cours des siècles qui suivent.
Le vieil anglais ne présente guère de signes d'influence latine ou celtique : les mots anglais d'origine celtique sont très rares. Hormis en Cornouailles, restées plus longtemps de langue celtique, les toponymes anglais sont également dans leur immense majorité d'origine vieil-anglaise (ou norroise, du fait des invasions vikings ultérieures), ce qui reflète la domination de la langue anglaise dans l'Angleterre post-romaine.
Les linguistes, influencés par le récit de Bède et de Gildas, ont longtemps expliqué cette situation comme le résultat des invasions anglo-saxonnes : à leur arrivée en Angleterre, les envahisseurs auraient tué, chassé ou réduit en esclavage la population autochtone. Cette théorie reste défendue par une partie des spécialistes, mais la majorité se sont ralliés à une vision alternative, influencée par les recherches dans le domaine du contact linguistique, selon laquelle la domination politique d'une élite anglophone réduite aurait pu suffire à convaincre un grand nombre de brittophones d'adopter le vieil anglais, sans que cette bascule linguistique ne laisse de traces.[réf. nécessaire]

## Démographie et population
La paléogénétique montre une migration substantielle à grande échelle à travers la mer du Nord vers la Grande-Bretagne au début du Moyen Âge : ainsi, si dans les anciennes populations des îles Britanniques, la proportion d'ascendance venant du continent (Pays-Bas actuels, Allemagne du Nord et Danemark) est quasiment nulle à l'Âge du Fer, elle augmente à environ 15 % pendant la période romaine, pour atteindre 76 % dans l'est de l'Angleterre pendant la période médiévale ancienne. Cette migration importante concerne aussi bien les hommes que les femmes. Les chercheurs observent par ailleurs que les individus, notamment chez les femmes, à forte proportion d'ascendance anglo-saxonne ont en général un mobilier archéologique plus riche que ceux à forte proportion d'ascendance locale.
Avant le Moyen Âge, les individus post-néolithiques de Grande-Bretagne et d'Irlande portent en très grande majorité l'haplogroupe chromosomique Y majeur R1b-P312, en particulier le sous-R-L21, qui, de nos jours, montre un cline à travers la région, avec les fréquences les plus élevées à l'ouest. A contrario, la population médiévale de l'Angleterre présente une fraction substantielle d'haplotypes dérivés du continent appartenant aux haplogroupes R1b-U106, R1a-M420, I2a1-L460 et I1-M253, que l'on trouve couramment dans le nord et le centre de l'Europe.